# Стрелочник
Стрелочник е човек, който отговаря за превключването на стрелките на релсите в железопътния транспорт и по този начин насочва влаковете за да се избегнат катастрофи. Първите стрелочници се появяват около 1800 година и използват знаменца за комуникация. Основната задача на стрелочниците е да осигуряват безопасно движение на влаковете.